# Leo Richard Smith
Leo Richard Smith (* 31. August 1905 in Attica, New York, USA; † 9. Oktober 1963 in Rom) war Bischof von Ogdensburg.

## Leben
Leo Richard Smith besuchte das Canisius College in Buffalo, an dem er 1926 den Bachelor of Arts erwarb. Anschließend setzte er seine Studien in Philosophie und Katholischer Theologie in Rom fort. Smith wurde 1928 an der Päpstlichen Universität Heiliger Thomas von Aquin zum Doktor der Philosophie und 1930 am Collegio Urbano de Propaganda Fide zum Doktor der Theologie promoviert. Er empfing am 21. Dezember 1929 durch den Kardinalvikar von Rom, Basilio Pompili, das Sakrament der Priesterweihe für das Bistum Buffalo. 1932 wurde Leo Richard Smith zum Doctor iuris utriusque promoviert.
Anschließend wurde Smith Kurat an der St. Joseph’s Cathedral in Buffalo. 1934 wurde er stellvertretender Kanzler des Bistums Buffalo. 1942 wurde ihm der Ehrentitel eines Päpstlichen Kammerherren verliehen und 1946 der Ehrentitel eines Päpstlichen Hausprälaten. Leo Richard Smith wurde 1946 Kanzler des Bistums Buffalo.
Am 30. Juni 1952 ernannte ihn Papst Pius XII. zum Titularbischof von Marida und bestellte ihn zum Weihbischof in Buffalo. Der Apostolische Delegat in den Vereinigten Staaten, Erzbischof Amleto Giovanni Cicognani, spendete ihm am 24. September desselben Jahres die Bischofsweihe; Mitkonsekratoren waren der Weihbischof in Brooklyn, Raymond Augustine Kearney, und der Weihbischof im US-amerikanischen Militärordinariat, James Henry Ambrose Griffiths. 1953 wurde Leo Richard Smith Generalvikar des Bistums Buffalo. 
Am 12. Februar 1963 ernannte ihn Papst Johannes XXIII. zum Bischof von Ogdensburg.
Leo Richard Smith nahm an der ersten und zweiten Sitzungsperiode des Zweiten Vatikanischen Konzils teil.